# Scytalopus micropterus
Scytalopus micropterus (лат.) — вид воробьиных птиц из семейства топаколовых (Rhinocryptidae). Подвидов не выделяют. Распространён в Южной Америке.

## Описание
S. micropterus — один из наиболее более крупных видов рода Scytalopus, и, по сравнению с другими видами, его хвост относительно длинный. Общая длина составляет 13,5 см, самцы весят от 27 до 32,5 г. Оперение самца тусклое, преимущественно тёмно-серое с красновато-коричневыми боками, окаймленными чёрной полосой. Самки имеют сходное, но более тусклое оперение.
Песня S. micropterus обычно начинается c одиночных нот, но быстро переходит в серию звуков. Позывка представляет собой нисходящую серию звуков.

## Биология
Биология практически не описана. Как и другие представители рода, S. femoralis питается мелкими беспозвоночными, добывая пищу на земле или нижних ветках кустарников. Вероятно, размножается в любое время года.

## Распространение
S. micropterus распространён вдоль восточных склонов Анд в Колумбии, Эквадоре и севере Перу. Обитает во влажных зарослях кустарников вдоль ручьев и лесных опушек. На большей части своего ареала встречается на высоте от 1250 до 2300 м над уровнем моря, но в Перу только на высоте от 1650 до 1950 м.